# ستيفانو بيلترامي
ستفانو بيلترامي (بالإيطالية: Stefano Beltrame) (8 فبراير 1993 ببييلا في إيطاليا - ) هو لاعب كرة قدم إيطالي في مركز الهجوم. شارك مع منتخب إيطاليا تحت 18 سنة لكرة القدم ومنتخب إيطاليا تحت 19 سنة لكرة القدم ومنتخب إيطاليا تحت 20 سنة لكرة القدم ومنتخب إيطاليا لكرة القدم للدرجة الثانية ‏. أما مع النوادي، فقد لعب مع نادي باري ونادي برو فيرتشيلي ونادي سامبدوريا ونادي مودينا ويوفنتوس وبوردينوني كالتشيو.

## وصلات خارجية
- ستيفانو بيلترامي على موقع الاتحاد الأوربي (الإنجليزية)
- ستيفانو بيلترامي على موقع قاعدة بيانات كرة القدم.إي يو (الإنجليزية)
- ستيفانو بيلترامي على موقع بيانات كرة القدم. دي إي (الألمانية)
- ستيفانو بيلترامي على موقع Soccerway.com (الإنجليزية)
- ستيفانو بيلترامي على موقع عالم كرة القدم.نت (الإنجليزية)
- ستيفانو بيلترامي على موقع AS.com (الإسبانية)